# تورستن بيرجستروم
تورستن بيرجستروم (بالسويدية: Torsten Bergström)‏ (و. 1896 – 1948 م) هو ممثل، ومخرج، من السويد، توفي عن عمر يناهز 52 عاماً.

## وصلات خارجية
- تورستن بيرجستروم على موقع IMDb (الإنجليزية)
- تورستن بيرجستروم على موقع أول موفي (الإنجليزية)
- تورستن بيرجستروم على موقع قاعدة بيانات الأفلام السويدية (السويدية)
- تورستن بيرجستروم على موقع قاعدة بيانات الفيلم (الإنجليزية)
- تورستن بيرجستروم على موقع كينوبويسك (الروسية)